# Luigi Agnolin
Luigi Agnolin (Bassano del Grappa, 21 marzo 1943 – Bassano del Grappa, 29 settembre 2018) è stato un arbitro di calcio, dirigente sportivo e moviolista televisivo italiano nonché commissario straordinario dell'AIA.

## Carriera

### Arbitro

Agnolin (a sinistra) fischia un calcio di punizione nella gara-scudetto fra Perugia e Milan dell'8 aprile 1979

Figlio dell'ex arbitro internazionale Guido Agnolin e associato all'AIA fino al 1992, è stato considerato uno degli arbitri migliori del mondo a cavallo tra gli anni 70 e 80 del XX secolo. Esordì in una gara di allievi nel 1961. Nel corso della sua carriera ha diretto 226 gare in Serie A, in cui esordì il 18 marzo 1973 in Fiorentina-Cagliari (3-0), mentre in Serie B il suo esordio era stato in Como-Monza nel 1968. Viene designato per dirigere la finale della 31ª edizione della Viareggio Cup World Football Tournament Coppa Carnevale, nell'occasione disputatasi tra Fiorentina e Perugia.
Nominato arbitro internazionale nel 1978, rappresentò la FIGC al campionato del mondo 1986 dove diresse Unione Sovietica-Ungheria (6-0), l'ottavo di finale Argentina-Uruguay (1-0) e la semifinale di Guadalajara tra Germania Ovest e Francia (2-0). Rappresentò la FIGC anche al campionato del mondo 1990, insieme a Tullio Lanese, entrando in polemica con il segretario della FIFA, Joseph Blatter, che lo aveva mandato a casa dopo aver diretto una sola partita, Jugoslavia-Colombia, durante la fase a gruppi.
In carriera diresse anche la finale di Coppa delle Coppe 1986-1987 del 13 maggio ad Atene tra Ajax e Lokomotive Lipsia (1-0 in virtù della rete di Marco van Basten) e, coadiuvato dai guardalinee Tullio Lanese e Sergio Coppetelli, la finale di Coppa dei Campioni 1987-1988 tra PSV e Benfica (0-0 dopo i tempi supplementari, vittoria degli olandesi per 6-5 ai tiri di rigore). Arbitrò anche la finale di ritorno della Supercoppa UEFA 1986 tra Dinamo Kiev e Steaua Bucarest oltreché una semifinale di Coppa UEFA 1981-1982 tra Radnički Niš e Amburgo (2-1).

Agnolin (a destra) discute con il romanista Roberto Pruzzo al termine della classica fra Inter e Roma del 27 ottobre 1985

Ha diretto inoltre le finali di Coppa Italia delle edizioni 1984-1985 e 1987-1988, mentre nel 1980 è stato insignito del Premio Giovanni Mauro. Tra le innumerevoli classiche del campionato italiano da lui dirette figurano: sette derby di Torino (Juventus-Torino); cinque derby di Milano (Inter-Milan), derby di Roma (Lazio-Roma), Juventus-Roma, Inter-Roma e Milan-Roma a testa; quattro derby d'Italia (Inter-Juventus), derby di Genova (Genoa-Sampdoria) e Juventus-Milan a testa; oltre alle sfide-scudetto della Serie A 1978-1979 tra Perugia e Milan, e della Serie A 1989-1990 tra Milan e Napoli.
È noto anche perché il 26 ottobre 1980, durante un derby torinese finito 1-2 per i granata, si rivolse allo juventino Bettega, che stava protestando, con la frase: «bisognerebbe farvi un culo così quando protestate in questo modo!» (secondo altre fonti, «bisogneria farve un sesto tanto...!»); a seguito delle polemiche suscitate, Agnolin assunse la nomea di "arbitro anti-Juve", e venne sospeso per quattro mesi. Nel 1983 decise di farsi crescere la barba, e per questo motivo venne pubblicamente redarguito dall'allora designatore della C.A.N., Alessandro D'Agostini, che lo invitò a radersi: ciò nonostante Agnolin mantenne per un certo periodo il nuovo look. Chiuse la carriera alla fine della stagione 1989-1990; l'ultima gara diretta fu Udinese-Inter, giocata il 29 aprile 1990 e vinta dai friulani per 4-3.
Nel 2012 è stato inserito nella Hall of Fame del calcio italiano, nella categoria Arbitro italiano, insieme al collega Paolo Casarin.

### Designatore
Tra il 1990 e il 1992 ha ricoperto la carica di designatore arbitrale in Serie C, prima di uscire dall'AIA a causa dei contrasti con l'allora presidente federale Antonio Matarrese.
Durante lo scandalo del calcio italiano del 2006 è stato nominato dall'allora commissario della FIGC, Guido Rossi, commissario straordinario dell'AIA, sostituendo Tullio Lanese che era stato coinvolto nell'inchiesta. La gestione Agnolin non fu particolarmente apprezzata, soprattutto dalle sezioni, tanto che il suo mandato, scaduto nell'ottobre dello stesso anno, non gli venne rinnovato dal successore di Rossi, Luca Pancalli; a seguito delle elezioni, il nuovo presidente dell'AIA fu poi Cesare Gussoni.

### Dirigente
Dopo le dimissioni dall'AIA ha ricoperto il ruolo di direttore generale nella Roma; poi è stato amministratore delegato del Venezia e successivamente del Verona. Fino alle dimissioni del 28 agosto 2007, è inoltre stato presidente del Settore Giovanile e Scolastico della FIGC. Nel 2011 ha assunto l'incarico di direttore generale del Perugia, ruolo ricoperto sino al giugno del 2013. Il 6 agosto 2014 viene nominato direttore generale del Siena, club ripartito dalla Serie D dopo un fallimento societario.

### Dopo il ritiro
Dal 1986 fino agli ultimi giorni, si è speso per la "Comunità Villa S. Francesco" di Facen di Pedavena diretta da Aldo Bertelle, che ospita giovani con disagi familiari.
Nel 1996 si è candidato, sostenuto dal centro-destra, come senatore nel collegio di Bassano del Grappa: raccolse il 26,1% delle preferenze, non venendo eletto.